# میل می-۲
میل می-۲ (نام گزارش شده توسط ناتو Hoplite) یک بالگرد ترابریِ توربینیِ کوچک و سبک است که می‌تواند پشتیبانی هوایی نزدیک را نیز در صورت مسلح شدن به راکت‌های ۵۷ میلی‌متری و توپ ۲۳ میلی‌متری ارائه کند.

## مشخصات فنی (می-۲تی)

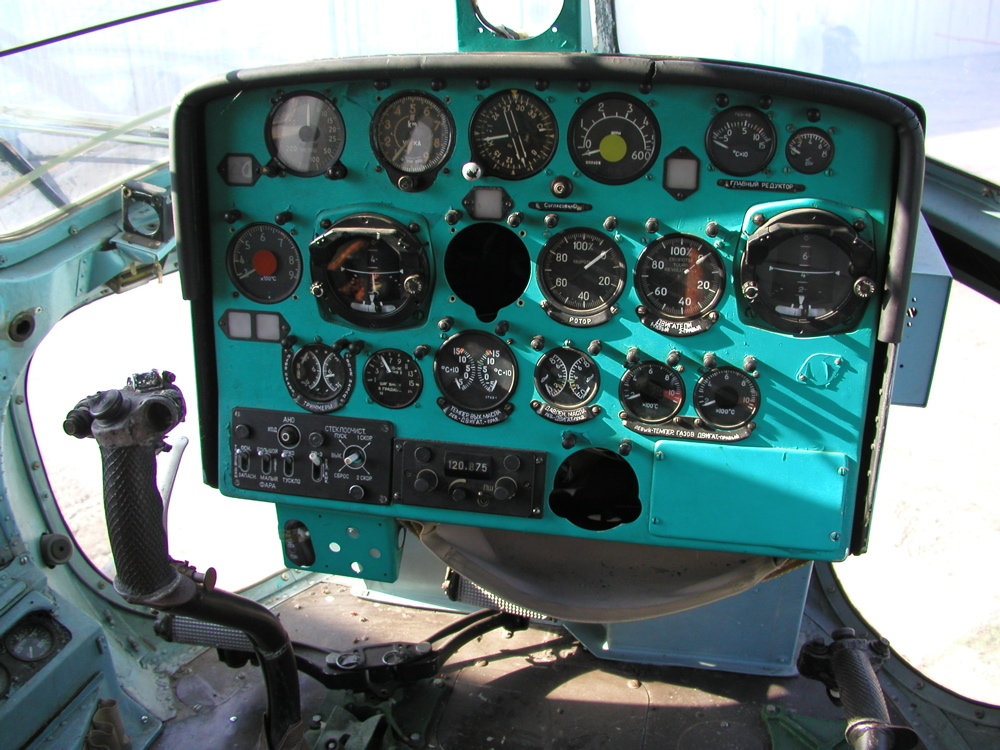
کابین خلبان می-۲ که در موزه هوانوردی، کوشیتسه، اسلواکی به نمایش گذاشته شده‌است.

داده‌ها از Jane's All The World's Aircraft 1982–83
ویژگی‌های عمومی
- خدمه: ۱
- ظرفیت: ۸ مسافر / ۷۰۰ کیلوگرم (۱٬۵۴۳ پوند) محموله داخلی / ۸۰۰ کیلوگرم (۱٬۷۶۴ پوند) محموله خارجی
- طول: ۱۱٫۴ متر (۳۷ فوت ۵ اینچ)
- ارتفاع: ۳٫۷۵ متر (۱۲ فوت ۴ اینچ)
- وزن خالی: ۲٬۳۷۲ کیلوگرم (۵٬۲۲۹ پوند)
- وزن ناخالص: ۳٬۵۵۰ کیلوگرم (۷٬۸۲۶ پوند)
- بیشترین وزن برخاست: ۳٬۷۰۰ کیلوگرم (۸٬۱۵۷ پوند)
- پیشرانه: ۲ عدد موتور توربوشفت PZL GTD-350P, ۳۰۰ کیلووات (۴۰۰ اسب بخار کوتاه)  در هر موتور
- قطر روتور اصلی:  ۱۴٫۵ متر (۴۷ فوت ۷ اینچ)
- مساحت روتور اصلی: ۱۶۵٫۱۵ متر مربع (۱٬۷۷۷٫۷ فوت مربع)
- Blade section: NACA 23012M[۳]

عملکرد
- حداکثر سرعت: ۲۰۰ کیلومتر بر ساعت (۱۲۰ مایل بر ساعت، ۱۱۰ گره)
- بُرد: ۴۴۰ کیلومتر (۲۷۰ مایل، ۲۴۰ مایل دریایی) (حداکثر سوخت داخلی، بدون ذخیره)
- حداکثر ارتفاع: ۴٬۰۰۰ متر (۱۳٬۰۰۰ فوت)
- نرخ صعود: ۴٫۵ متر بر ثانیه (۸۹۰ فوت بر دقیقه)
- بارگیری دیسک: ۲۲٫۴۱ کیلوگرم بر متر مربع (۴٫۵۹ پوند بر فوت مربع)
- توان به وزن|توان/جرم: ۰٫۰۸۰۶ kilowatts per kilogram (۰٫۰۴۹۰ horsepower per pound)